# Rozine
Rozine so posušene grozdne jagode. Pridobivajo se iz posebnih sort grozdja, ki so navadno brez pešk. 

## Izvor
Rozine izvirajo, kot vinska trta, iz bližnjega vzhoda in so prav gotovo nastale naključno. Kmalu pa so postale priljubljene in zelo cenjene kot pomemben vir sladkorja. 
V zgodovini so se ohranili zapisi iz antične Grčije o trgovanju z rozinami, kasneje pa je najti zapise o tem, da jih je imel rad rimski cesar Avgust ter celo zapise, da se je s pticami, nadevanimi z rozinami gostil tudi Hanibal. V srednjem veku so rozine spet doživele veliko priljubljenost, ko so s križarji iz Bližnjega vzhoda spet prispele v Evropo.

## Načini pridobivanja
Poznamo temne in svetle vrste rozin. Pogosto ljudje mislijo, da so temne pridelane iz rdečih sort grozdja, svetle pa iz belih, kar pa ne drži. Temne rozine se pridobivajo na naraven način s sušenjem na soncu, pri pridobivanju svetlih, pa se uporablja žveplo. Žveplo prepreči naravno temnenje, rozine pa se posušijo na ognju. 

## Uporaba
Rozine se lahko uživajo surove ali kot dodatek k raznim sladicam in predstavljajo pomemben vir vlaknin, kalija, kalcija in železa. Kadar se dodajajo pecivu ali drugim sladicam jih je prej po navadi potrebno namočiti v vodi ali kakšni alkoholni pijači.

## Znane vrste rozin in države pridelovalke
Najbolj znane vrste rozin so
- Thompson
- Zante currant
- Sultana
- Corinthian (s peškami)

Med največje države proizvajalke pa se uvrščajo ZDA, Avstralija, JAR, Grčija, Turčija in še nekaj drugih sredozemskih držav.